# یارمجه، نخجوان
یارمجه (به ترکی آذربایجانی: Yarımca) یک منطقهٔ مسکونی در جمهوری آذربایجان است که در شهرستان بابک واقع شده‌است. یارمجه ۱٬۳۳۶ نفر جمعیت دارد.